# Сазыкин, Николай Степанович
Николай Степанович Сазыкин (1910 — 1985) — сотрудник советских органов государственной безопасности, начальник 4-го Управления МВД СССР и член Коллегии МВД СССР, генерал-лейтенант (1945, лишён звания в 1954). Депутат Верховного Совета СССР I созыва (доизбран). Доктор технических наук.

## Биография
Родился в русской семье крестьянина-середняка. Член ВЛКСМ в 1924—1939, член ВКП(б) с июня 1939, исключён в 1957. В 1927 окончил 9 классов школы в городе Ленинск Сталинградской губернии, с сентября 1928 работал преподавателем школы 2-й ступени в Ленинске.
В органах внутренних дел и госбезопасности с сентября 1930. Экспедитор Сталинградского оперсектора ГПУ с сентября 1930 по январь 1932. С января по сентябрь 1932 учился в вечерней совпартшколе Института народного хозяйства им. Плеханова, в сентябре 1932 поступил в Плановый институт в Москве. После его окончания в ноябре 1935 работал экономистом ГУЛАГ НКВД, с февраля 1936 экономистом Сталинградского крайплана. С апреля 1936 вновь в НКВД. Работал в УНКВД по Сталинградскому краю, с августа 1937 в центральном аппарате НКВД СССР. Затем занимал следующие руководящие должности:
- Начальник секретариата 2-го (секретно-политического) отдела ГУГБ НКВД СССР (26 декабря 1938 — 21 января 1939 г.);
- Заместитель начальника секретариата НКВД СССР (21 января — 17 августа 1939 г.);
- Начальник УНКВД Молотовской области (17 августа 1939 — 7 августа 1940 г.);
- Нарком внутренних дел Молдавской ССР (7 августа 1940 — 26 февраля 1941 г.). На этом посту был одним из главных организаторов двух депортаций молдаван в ГУЛАГ в июне 1940 и 13 июня 1941[1][2];
- Нарком госбезопасности Молдавской ССР (26 февраля — 18 июля 1941 г.);
- Начальник оперативного отдела НКВД по Южному фронту (19 июля — 30 сентября 1941 г.);
- Начальник 3-го спецотдела НКВД СССР (25 октября 1941 — май 1943 г.);
- Заместитель начальника 2-го Управления НКГБ СССР (20 мая 1943 — 22 ноября 1944 г.);
- Уполномоченный НКВД — НКГБ СССР по Эстонии (22 ноября 1944 — 14 сентября 1945 г.);
- Заместитель начальника отдела «С» НКВД СССР (27 сентября 1945 — 10 января 1946 г.);
- Заместитель начальника отдела «С» НКГБ — МГБ СССР (10 января 1946 — 28 марта 1947 г.);
- Заместитель министра госбезопасности Белорусской ССР (28 марта — 6 мая 1947 г.).

С мая 1947 помощник заместителя председателя СМ СССР Л. П. Берия, коим являлся по 12 марта 1953. После смерти И. В. Сталина вернулся на работу в объединённое МВД СССР, занимал должности:
- Начальник 4-го Управления МВД СССР (12 марта — 16 июля 1953 г.), член Коллегии МВД СССР.
- Начальник цикла спецдисциплин Московской школы усовершенствования руководящего состава МВД СССР (июль 1953 — март 1954 г.), начальник цикла спецдисциплин Московской школы усовершенствования руководящего состава КГБ при СМ СССР (март — 20 ноября 1954 г.).

Уволен из КГБ с 20 ноября 1954 по фактам, «дискредитирующим высокое звание начальствующего состава». В дальнейшем работал в системе Министерства среднего машиностроения СССР. Умер в январе 1985.

### Звания
- Младший лейтенант ГБ (25 июля 1938 г.);
- Капитан ГБ (19 февраля 1939 г.), произведён, минуя звания лейтенанта и старшего лейтенанта ГБ;
- Майор ГБ (14 марта 1940 г.);
- Комиссар ГБ 3-го ранга (19 июля 1941 г.), произведён, минуя звание старшего майора ГБ;
- Генерал-лейтенант (9 июля 1945 г.).

Лишён звания Постановлением СМ СССР № 2349-1118сс от 23 ноября 1954 г. «как дискредитировавший себя за время работы в органах… и недостойный в связи с этим высокого звания генерала».

### Награды
2 ордена Ленина, орден Отечественной войны I степени (21 апреля 1945 г.), 3 ордена Красной Звезды (26 апреля 1940 г., 20 сентября 1943 г.), знак «Почетный работник ВЧК — ГПУ (XV)» (31 октября 1938 г.), медаль.